# Wietnam na Letnich Igrzyskach Olimpijskich Młodzieży 2010
Wietnam na Letnich Igrzyskach Olimpijskich Młodzieży 2010 w Singapurze reprezentowało 13 sportowców w 7 dyscyplinach.

## Skład kadry

### Badminton
- Nguyễn Huỳnh Thông Thạo - 3 miejsce w fazie grupowej
- Vũ Thị Trang  brązowy medal

### Lekkoatletyka
- Nguyễn Thị Tươi - trójskok - 11 miejsce w finale

### Pływanie
- Hoàng Quý Phước
  - 100 m st. dowolnym - 36 miejsce w kwalifikacjach
  - 100 m st. motylkowym - 11 miejsce w półfinale
- Trần Tâm Nguyện
  - 100 m st. dowolnym - 28 miejsce w kwalifikacjach
  - 200 m st. dowolnym - 24 miejsce w kwalifikacjach
- Nguyễn Thị Kim Tuyến
  - 100 m. st. motylkowym - 11 miejsce w półfinale
  - 200 m. st. motylkowym - 9 miejsce w kwalifikacjach

### Podnoszenie ciężarów
- Nguyễn Thị Hồng
- Nguyễn Thiện Quốc
- Thạch Kim Tuấn  złoty medal

### Strzelectwo
- Nguyễn Thị Ngọc Dương

### Taekwondo
- Nguyễn Thanh Thảo  srebrny medal
- Nguyễn Quốc Cường  brązowy medal

### Zapasy
- Nguyễn Thị Diễm Quỳnh